# Aleksandar Hemon
Aleksandar Hemon (Sarajevo, 9. rujna 1964.), je bosanskohercegovački i američki književnik i novinar ukrajinskog podrijetla, recenzent, urednik i scenarist.

## Životopisi
Aleksandar Hemon diplomirao je na Sveučilištu u Sarajevu. Godine 1992. dobio je stipendiju i odlazi u Chicago, Sjedinjene Američke Države. Rat koji je počeo u Bosni i Hercegovini sprječava ga u naumu da se vrati u Sarajevo. 
U SAD-u je radio kao prodavač, aktivist Greenpeacea, predavač engleskog jezika. Shvaćajući da nije u mogućnosti objavljivati svoje radove na maternjem jeziku, postavlja si zadatak svladati engleski jezik u roku od 5 godina. Potpuno se predao ostvarivanju svog cilja i već nakon tri godine objavljuje svoju prvu englesku priču u jednom niskotiražnom književnom časopisu. Na Hemonovu sreću priču je pročitala agentica omogućivši mu nakon toga kontakt s New Yorkerom koji objavljuje njegovu priču Blind Jozef Pronek s čime otpočinje Hemonova internacionalna karijera. Slijedi zbirka priča The Question of Bruno, te roman Nowhere Man. U Sjedinjenim Američkim Državama dobio je stipendiju MacArthur Foundation u iznosu od 500.000$.
Aleksandar Hemon trenutno živi i radi u Chicagu.

## Nagrade
- National Book Critics Circle Award (2008.)

## Djela
- Život i djelo Alphonsea Kaudersa, (1997.)
- Hemonwood (2003.)
- Čovjek bez prošlosti (2004.)
- Pitanje Bruna, (2004.)
- Ljubav i prepreke, (2008.)
- Hemonwood 2 (2008.)
- Projekt Lazarus, (2009.)
- Knjiga mojih života (2013.)
- Moji roditelji: Uvod (2019.)

## Vanjske povezice
- Od odrastanja u Sarajevu do obiteljske traume u Americi